# 病媒控制

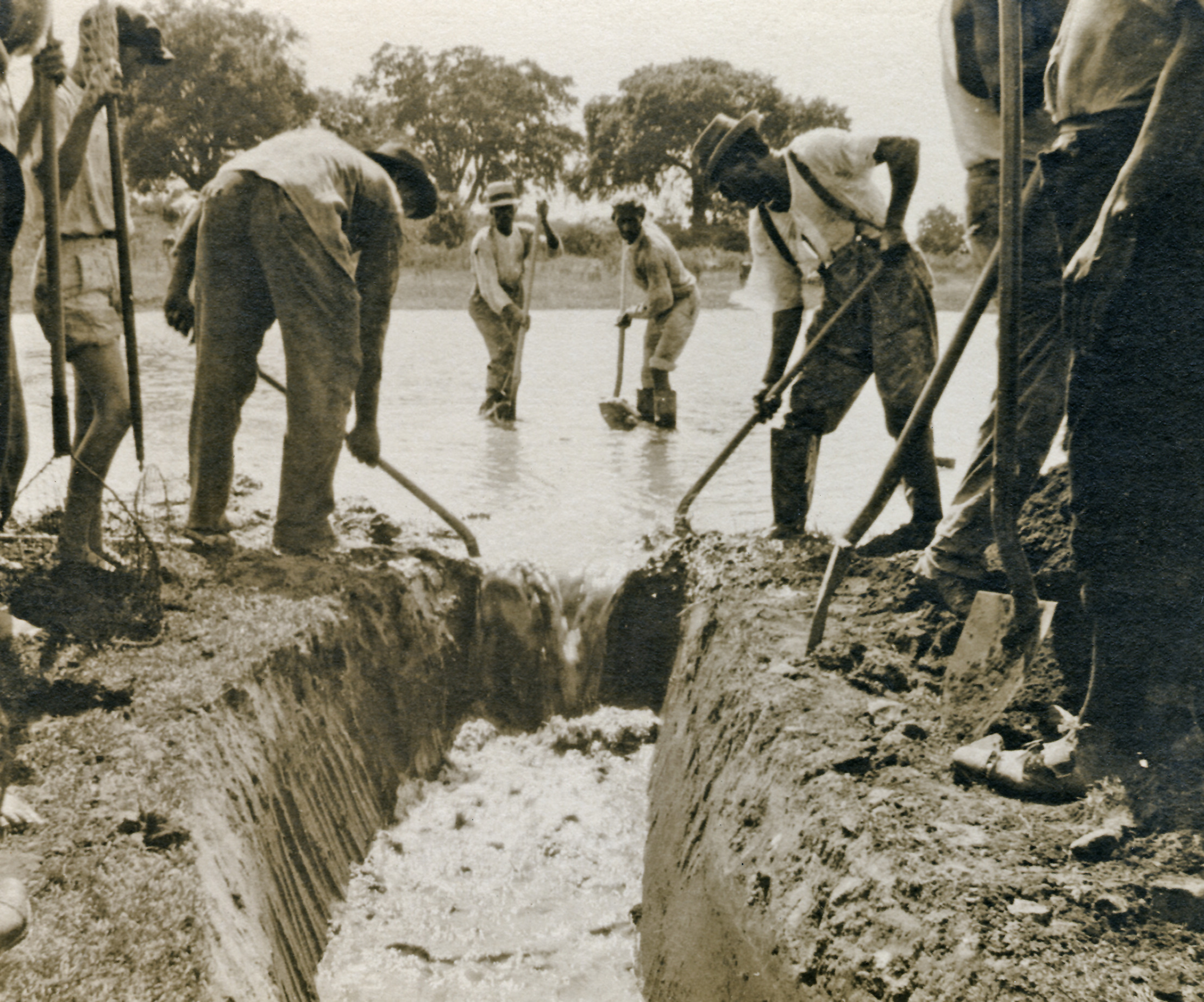
1920年代，在美國南部的病媒控制措施。

病媒控制（英語：Vector control）是指限制、或者消滅會傳播疾病病原體的哺乳動物、鳥類、昆蟲，或其他節肢動物（以下統稱為"病媒"）。最常見的是運用多種策略所做的蚊蟲控制。好幾種"被忽視熱帶病"就是透過前述的病媒所傳播。

## 重要性
對於尚無有效治療方法的疾病，例如茲卡病毒、西尼羅河熱及登革熱，病媒控制仍然是唯一保護人們的途徑。然而，即使對於經病媒傳播，但可治療的疾病，高昂的治療費用對於大多數發展中國家人口而言，仍然是種龐大的負擔。譬如說瘧疾，雖然可治愈，但這種疾病迄今仍然是經由病媒傳播的疾病中，對人類健康影響最大者。在非洲，每分鐘就有一名兒童死於瘧疾。這還是從2000年以來，由於實施病媒控制，死亡人數已減了50%以上的結果。
根據世界衛生組織（簡稱為WHO）估計，在這些瘧疾肆虐已久的國家中，它們的經濟的損失會達到國內生產總值(簡稱為GDP)的1.3%。為保護當地人口，既需要利用病媒控制來預防，也需要透過醫療措施來治病。
由於疾病和病毒會產生嚴苛的影響，因此有必要優先安排，針對對那些會攜帶病毒的媒介作控制。在許多開發中國家，控制那些會產生高死亡率的疾病，尤其是發生在嬰兒身上的，可產生巨大影響。由於現代人口移動快速，在這些地區的疾病傳播也成了一個大問題。
許多病媒控制方法可有效的預防多種疾病，因此可將這些方法整合，發揮綜效。因此WHO建議運用"病媒綜合管理"作為制定和實施病媒控制策略的手段。

## 方法
病媒控制的重點，在於利用預防方式來達成控制，或者消除病媒群體。常見的措施有：

### 棲息地與環境控制
去除、或者減少病媒容易滋生的區域，這樣做有助於限制病媒生長。例如清除積水、銷毀可當作蚊蟲繁殖場所的舊輪胎與空罐/容器，以及妥善作廢水管理，都可減少病媒的滋生。
其他環境管理的方式，可透過減少民眾露天排便，或改善蹲坑廁所的設計和維護來達成。這樣可以減少蒼蠅因為與受感染者的糞便接觸，而成為傳播的媒介。

### 減少接觸
限制與那些已知是病媒的昆蟲或動物接觸的機會，可把感染的風險大幅降低。例如使用蚊帳、房屋的窗戶加裝紗窗，或者穿防護衣服，可減少與病媒接觸。要有效做到這一點，需要對人們進行教育和推廣，提高對病媒威脅的了解。

### 化學控制法
殺蟲劑、殺幼蟲劑、老鼠藥、加藥捕蚊器，以及防蚊液，都可用於控制病媒。例如，殺幼蟲劑可在蚊蟲繁殖區使用。殺蟲劑可用在房屋牆壁或蚊帳上、使用個人防蚊液、減少被昆蟲叮咬的機會，從而減少感染。WHO提倡使用農藥做病媒控制，並且證明屬於有效。

### 生物控制法
使用自然界的病媒殺手，例如細菌毒素或植物性化合物，有助於控制病媒種群。飼養捕食蚊蟲幼蟲的魚，譬如在池塘中養殖鯰魚，它們會吞食蚊蟲幼蟲，可消滅蚊蟲的種群，或者透過引入絕育處理過的雄性采采蠅，把它們的繁殖率降低，這種做法已顯示可控制病媒種群，從而降低人們的感染風險。

## 立法與防治措施

### 美國
在美國，當地病媒控制由城市或特區負責。例如，大洛杉磯病媒控制區是加利福尼亞州設立的特區，負責監督幾個城市的病媒控制。

### 中華民國
中華民國衛生福利部與所屬單位，以及地方衛生機構共同合作作病媒控制的宣導與執行。有關資料，請參考行政院的國情簡介網頁相關章節。